# Турция на «Евровидении-2009»
Турцию на конкурсе Евровидение 2009 представила бельгийская певица с турецкими корнями Хадисе. Её кандидатура уже выдвигалась на конкурс в 2007 году. Песня, которая представляла Турцию, называется Düm Tek Tek (английское название — Crazy for you).

## Национальный отбор
Песня была выбрана жюри при помощи закрытого отбора из трех кандидатов. Песня-победитель была впервые исполнена на новогодней вечеринке Турции. Хадисе поздравила страну с Новым годом, а затем исполнила песню.

## В полуфинале
| Голоса за исполнителя Турции в полуфинале | Голоса за исполнителя Турции в полуфинале                                                        |
| ----------------------------------------- | ------------------------------------------------------------------------------------------------ |
| Оценка                                    | Страна                                                                                           |
| 12                                        | Великобритания, Германия, Швейцария, Бельгия, Босния и Герцеговина, Македония, Румыния, Болгария |
| 10                                        | Мальта, Армения                                                                                  |
| 8                                         | Черногория                                                                                       |
| 7                                         | Исландия, Швеция, Финляндия,                                                                     |
| 6                                         | Израиль, Беларусь                                                                                |
| 5                                         | Португалия, Андорра, Чехия                                                                       |
| 4                                         |                                                                                                  |
| 3                                         |                                                                                                  |
| 2                                         |                                                                                                  |
| 1                                         |                                                                                                  |

| Голоса телезрителей Турции в полуфинале | Голоса телезрителей Турции в полуфинале |
| --------------------------------------- | --------------------------------------- |
| Оценка                                  | Страна                                  |
| 12                                      | Босния и Герцеговина                    |
| 10                                      | Армения                                 |
| 8                                       | Исландия                                |
| 7                                       | Румыния                                 |
| 6                                       | Македония                               |
| 5                                       | Черногория                              |
| 4                                       | Швеция                                  |
| 3                                       | Израиль                                 |
| 2                                       | Болгария                                |
| 1                                       | Андорра                                 |

## Финал
В финале Хадисе выступала 18-й и заняла 4-е место с 177 баллами. 12 баллов ей подарили 6 стран.
| Голоса за Хадисе в финале | Голоса за Хадисе в финале                                           |
| ------------------------- | ------------------------------------------------------------------- |
| Оценка                    | Страна                                                              |
| 12                        | Бельгия, Франция, Македония, Швейцария, Азербайджан, Великобритания |
| 10                        | Албания, Болгария, Германия                                         |
| 8                         | Нидерланды                                                          |
| 7                         | Норвегия, Босния и Герцеговина                                      |
| 6                         | Дания, Швеция, Румыния                                              |
| 5                         | Мальта, Венгрия, Финляндия                                          |
| 4                         | Армения                                                             |
| 3                         | Греция, Израиль, Португалия, Черногория                             |
| 2                         | Испания                                                             |
| 1                         | Чехия, Хорватия                                                     |

| Голоса телезрителей Турции в финале | Голоса телезрителей Турции в финале |
| ----------------------------------- | ----------------------------------- |
| Оценка                              | Страна                              |
| 12                                  | Азербайджан                         |
| 10                                  | Албания                             |
| 8                                   | Босния и Герцеговина                |
| 7                                   | Молдавия                            |
| 6                                   | Армения                             |
| 5                                   | Румыния                             |
| 4                                   | Россия                              |
| 3                                   | Норвегия                            |
| 2                                   | Исландия                            |
| 1                                   | Германия                            |